# 불교와 힌두교
불교와 힌두교는 고대 인도 문화에서 공통된 기원을 가지고 있다. 불교는 기원전 500년경에 "두 번째 도시화" 동안 인도 북부의 동부 갠지스 문화에서 발생했다. 힌두교는 고대 베다 종교에서 발전하여 시간이 지남에 따라 다른 인도 전통의 수많은 관습과 아이디어를 채택했다( 힌두 통합 이라고 함). 두 종교는 많은 공통된 신념과 관행을 가지고 있지만 많은 논쟁을 불러일으킨 뚜렷한 차이점도 있다.
두 종교 모두 카르마 와 환생에 대한 믿음을 공유하며, 둘 다 환생의 주기로부터 영적 해방 (해탈, 열반)에 대한 아이디어를 받아들이고 둘 다 유사한 종교적 관행(예: 삼매, 만트라 및 바크티)을 장려한다.. 두 종교는 또한 사라스와티, 비슈누 ( 우풀반 ), 마하칼라, 인드라, 가네쉬, 브라흐마를 포함한 많은 신을 공유한다(본성은 다르게 이해되지만).
그러나 불교는 아트만(실질적인 자아 또는 영혼 ), 브라흐만(모든 것의 보편적인 영원한 근원) 및 창조신의 존재와 같은 근본적인 힌두교 교리를 특히 거부한다. 대신 불교는 무아와 연기 그리고 일체 고통의 소멸인 사상제를 근본 이론으로 가르친다. 다시 말해서, 힌두교는  최고의 존재, 궁극적 실재, 모든 것의 근원인 브라흐만을 말하지만 불교에서는 브라흐만이 욕계 색계 무색계의 삼계 중 색계 초선에 속하는 존재일 뿐이라고 주장한다. 불교는 또한 베다 (및 기타 힌두교 경전)의 성경적 권위를 거부하고 의식, 카스트 및 희생에 관한 베다의 가르침을 거부하며, 또한 인연법을 따르는, 하나의 단일하고 항상한 실체가 아닌 아뢰야식이 나와 세계에 관한 모든 것을 만들어낸다고 주장한다. 즉, 창조주로서의 브라흐만이 아니라, 마음이 모든 것의 주인이요, 마음이 세계의 근원이라는 것이다.
그리고 불교에는 37도조품이라는 것이 있어 오근, 오력, 칠각지, 팔정도, 사념처, 사정단 등의, 힌두교에서는 찾아보기 힘든, 상세하고 다양한 종류의 수행법이 설해지는데, 이는 브라만을 의지해 해탈하는, 즉 범아일여가 아닌, 자력으로 해탈하는 종교의 특성을 잘 보여준다고 할 것이다.
뿐만 아니라, 힌두교는 수정주의(修定主義)에 입각해서 선정을 닦는 것을 최고의 경지로 치지만, 불교에서는 거기에서 한 발 더 나아가, 위빠사나로 연기와 무상, 무아를 증득하라고 가르친다. 그리고 이를 위해서 존재를 분석해서 볼 것이 강조되는데, 그 핵심이 5온 12처 18계 체계이다. 
존재를 해체해서 보는 것은 불교의 가장 고유한 특징으로, 이는 실체론에 반대되는 연기법에 입각해 있다. 연기를 제대로 이해하면 그 존재는 열반을 증득한 것이며, 이를 위해 붓다는 5온 12처 18계의 법문을 설했던 것이다. 